# Zygoballus minutus
Zygoballus minutus là một loài nhện trong họ Salticidae.
Loài này thuộc chi Zygoballus. Zygoballus minutus được Elizabeth Maria Gifford Peckham & George William Peckham miêu tả năm 1896.

## Hình ảnh

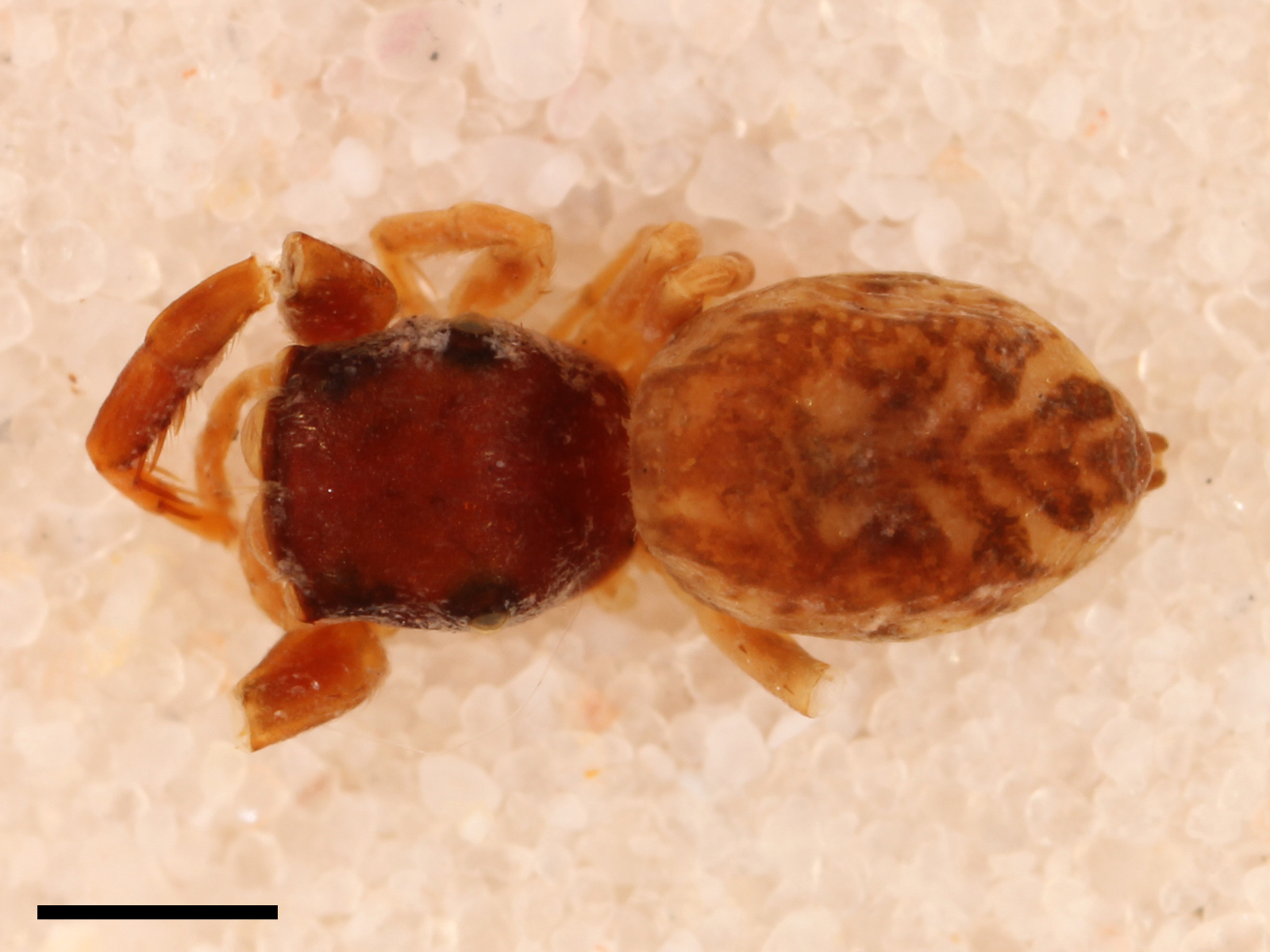
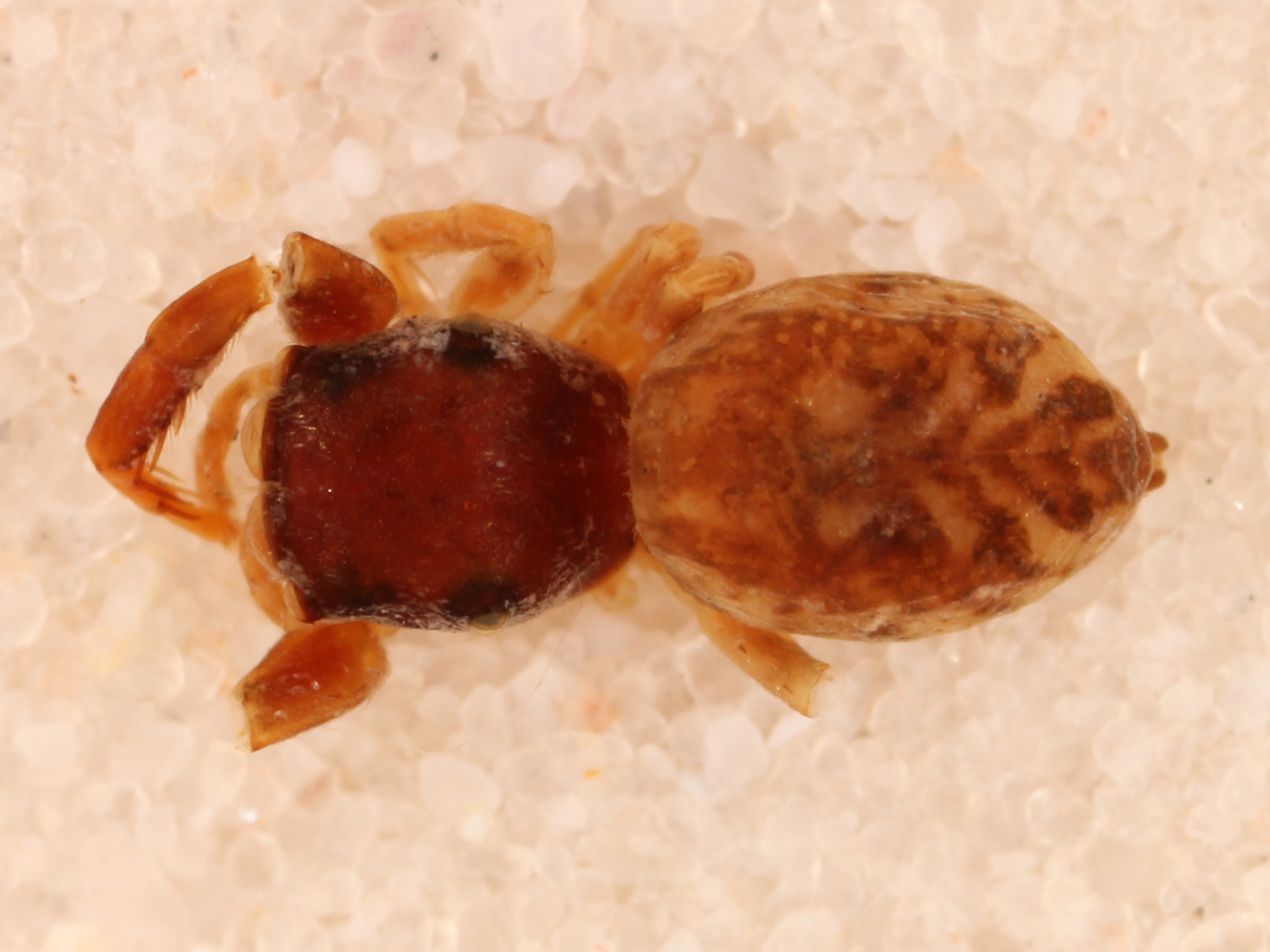
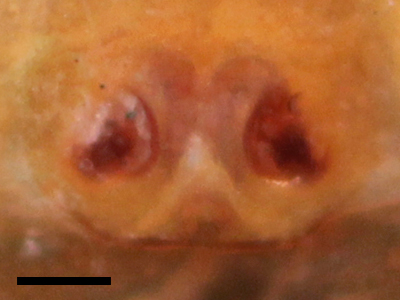
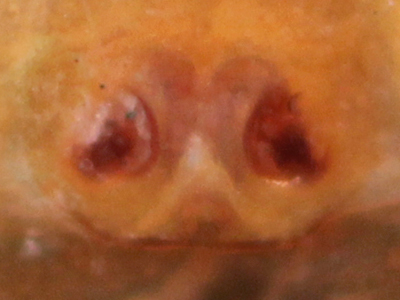